# سجن العقرب
سجن العقرب ويدعى أيضًا سجن طرة 992 هو سجن شديد الحراسة يقع ضمن مجموعة سجون طرة جنوب القاهرة. ويُوجد به السجناء السياسيين من الإخوان المسلمين ونشطاء حركة 6 أبريل وغيرهم من السياسيين المُعارضين للنظام المصري. ويُزعم أن السجناء يعانون من سوء المعاملة ونقص في الطعام.

## موقع السجن
يقع العقرب، أو طرة شديد الحراسة، على بعد 2 كم من بوابة منطقة سجون طرة الرسمية، إلا أن وضعه كسجن شديد الحراسة، وكآخر العنقود في سلسلة طرة الشهيرة، جعل موقعه، رغم أنه في مؤخرة السجون، مميزا فهو محاط بسور يبلغ ارتفاعه سبعة أمتار وبوابات مصفحة من الداخل والخارج كما أن مكاتب الضباط تقع بالكامل خلف الحواجز والقضبان الحديدية.

## التاريخ
اقترحَ فكرة سلسلة السجون شديدة الحراسة مجموعة من ضباط الشرطة عقب عودتهم من بعثة تدريبية في الولايات المتحدة الأمريكية، واعتبرتها وزارة الداخلية فكرة خلّاقة وكافية لسد ما اعتبرته عجزًا في سياستها مع الجماعات المسلحة بشكل خاص. في عام 1991 بدأ وزير الداخلية السابق حسن الألفي ومجموعة من مساعديه ـ من بينهم اللواء حبيب العادلي مساعد الوزير لشؤون أمن الدّولة آنذاك ـ في تجهيز هذه الأفكار الأمريكية ووضعها على أولوية التنفيذ الفوري...
كانت البداية، في نفس العام، من سجن طرة شديد الحراسة (المعروف بعد ذلك ـ بين المعتقلين ـ بسجن العقرب) الذي استغرق بناؤه عامين، ليتم الانتهاء منه في 30 مايو 1993.
وصف اللواء إبراهيم عبد الغفار، مأمور سجن العقرب السابق، خلال مقابلة تلفزيونية عام 2012 السجن قائلا: «هو متصمم على إن اللي يخش ما يرجعش منه تاني.»

## مبنى السجن
يتكون السجن من 320 زنزانة مقسمة على 4 عنابر أفقية تأخذ شكل الحرف H، بكل زنزانة مصباح قوته 100 وات تتحكم بها تقلبات السياسة العقابية في إدارة السجن، بحيث تستطيع الإدارة قطع المياة والإضاءة وغلق الشبابيك حسب ما تراه مناسبًا. من ناحية أخرى خصص الرسم الهندسي مساحة 25 مترًا في 15 مترًا على شكل الحرف L بغرض التريض «أحياناً»، كما تستخدم 20 زنزانة كعنابر تأديب خاصة بالمعتقلين السياسيين يمنع عنهم فيها الإضاءة وتبادل الحديث. فور الانتهاء من بناء السجن وضعت الداخلية جداول لنقل المعتقلين من سجون «ليمان واستقبال طرة وأبو زعبل» إلى السجن الجديد، حتى جمعت الداخلية قرابة 1500 معتقل من منطقة طرة القديمة وخارجها، وتم ترحيل الجميع لزنازين شديد الحراسة الجديد ليكون يوم دخولهم هو يوم الافتتاح الرسمي للعقرب يوم 26 يونيو 1993، الذي حضره العادلي مساعد الوزير، الذي حرص علي أن يكون السجن الجديد ناجحًا من حيث قدرته على إخفاء المعتقلين، واستنطاقهم بمختلف الطرق.
كل عنبر، في شديد الحراسة، ينفصل بشكل كامل عن باقي السجن بمجرد غلق بوابته الخارجية المصفحة فلا يتمكن المعتقلون حتى من التواصل عبر الزنازين، كما يفعل المساجين في السجون العادية، نتيجة الكميات الهائلة من الخرسانة المسلحة التي تمنع وصول الصوت.

## إنتقادات

### منظمة هيومن رايتس ووتش
في منتصف نوفمبر/تشرين الثاني 2020، قالت منظمة هيومن رايتس ووتش الحقوقية أن أجهزة الأمن المصرية أجرت تغييرات على «سجن العقرب» كما قامت بفرض عقاب جماعي على مئات السجناء، وحرمانهم من التهوية الكافية والكهرباء والماء الساخن بشكل كامل تقريبا. كما نشرت المنظمة فيديو مسرب مدته 13 دقيقة من داخل السجن توثق تعرض مئات المعتقلين لعقاب جماعي.

### منظمة العفو الدولية
في يوليو 2019، دعت منظمة العفو الدولية السلطات المصرية أن «تضع فوراً حداً لظروف الاحتجاز القاسية واللاإنسانية، وأن تسمح بزيارات عائلية منتظمة في سجن العقرب شديد الحراسة» حسب تعبيرها كما أكدت دخول حوالي 130 محتجزًا في إضراب جماعي عن الطعام لأكثر من ستة أسابيع. كما دعت المنظمة للتحقيق في وفيات مسترابة داخل السجن.
«من خلال رفض السماح للمحتجزين برؤية عائلاتهم، تنتهك السلطات المصرية بشكل صارخ كل من القانون المصري والدولي، وتظهر قسوة بشعة.» - ماجدالينا مغربي، نائبة مديرة المكتب الإقليمي للشرق الأوسط وشمال أفريقيا في منظمة العفو الدولية.